# Транссибирская магистраль (яйцо Фаберже)
Транссиби́рская магистра́ль (или Сиби́рский по́езд) — ювелирное яйцо с моделью сибирского поезда, одно из пятидесяти двух императорских пасхальных яиц, изготовленных фирмой Карла Фаберже для русской императорской семьи. Оно было создано в 1900 году для императора Николая II и подарено на Пасху его супруге, императрице Александре Фёдоровне. В настоящий момент яйцо находится в музее Оружейной палаты в Москве и остаётся одним из немногих яиц Фаберже, не покидавших пределы России.

## Дизайн
Это яйцо занимает особое место в коллекции Яиц Фаберже, находящейся в Оружейной палате, так как содержащийся в нём сюрприз является механическим. Само яйцо сделано из серебра. Крышка крепится на петлях, покрыта зелёной эмалью и украшена листьями, инкрустированными из аканта. Также на крышке имеется двуглавый орел с императорской короной. Интерьер выстлан бархатом.
На лицевой стороне, в средней части, яйцо украшено гравированным изображением карты Российского государства с Транссибирской магистралью и надписью «Великий сибирский железный путь к 1900 году». Яйцо поддержано тремя грифонами из позолоченного серебра и стоит на ступенчатом треугольном основании из белого оникса.

## Сюрприз
Миниатюрная копия поезда сделана из золота и платины имеет длину 398 мм. У поезда алмазные фары и рубиновые задние фонари. Поезд имеет паровоз и пять вагонов, на которых выгравированы надписи: «прямое сибирское сообщение», «для дам», «для курящих», «для некурящих», «церковь». Также указано количество мест 18 и 24. С помощью золотого ключа поезд можно привести в движение.

## История
Яйцо сделано в честь важного события — строительства транссибирской железной дороги. Она соединила европейскую и азиатскую части России, крупнейшие промышленные города с военным портом Владивостоком.